# Vista Alegre (Córdoba)
Vista Alegre es un barrio de la ciudad de Córdoba (España), perteneciente al distrito Poniente Sur. Está situado en zona este del distrito. Limita al norte con los barrios de Polígono de Poniente y Ciudad Jardín; al este, con los barrios de Huerta del Rey-Vallellano y San Basilio; y al sur y al oeste, con el barrio de Parque Cruz Conde. Destaca en este barrio, el bar Vicente, situado en la calle Rosa Chacel.

## Lugares de interés
- Palacio Municipal de Deportes Vista Alegre
- Cementerio de Nuestra Señora de la Salud
- Café-Bar Vicente.
- Cervecería La Chaira.
- La Once.
- Policía Local.
- Bomberos.